# ارمیاس‌نماها

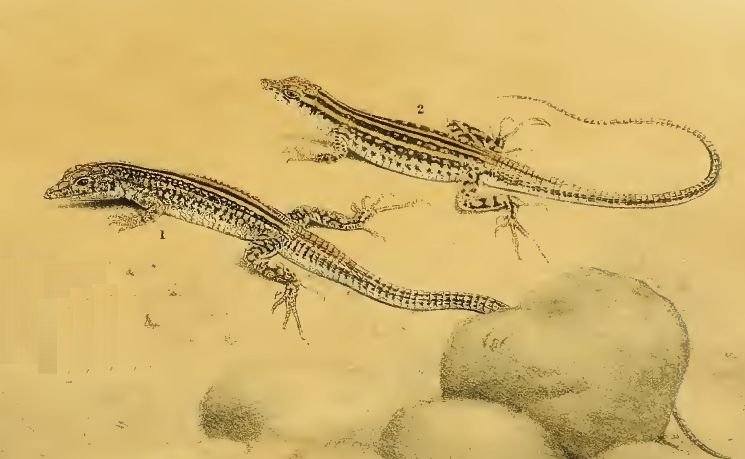
Pseuderemias mucronata. نر (۱) و ماده (۲)

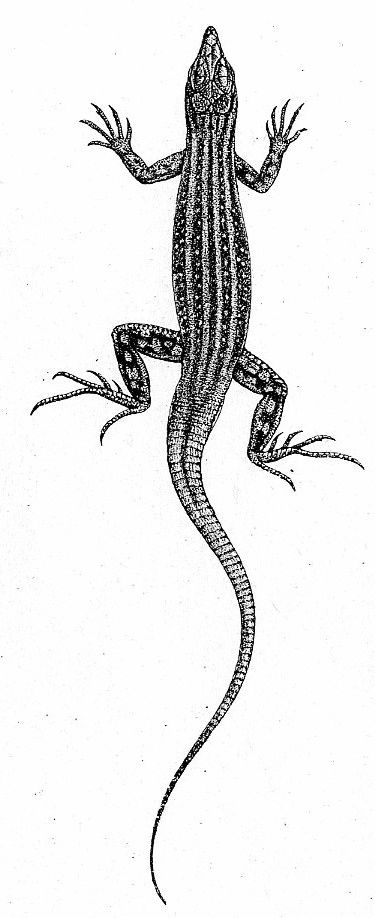
Pseuderemias smithii

ارمیاس‌نماها (نام علمی: Pseuderemias)، یک سرده از خانواده سوسماران راستین است و نام‌های رایج این سرده سوسمارهای شنی دروغین یا تندروها (Racerunners) هستند.

## پراکندگی
گونه‌های این سرده از جنوب شرقی مصر (منطقه کوه البا) در امتداد مناطق ساحلی دریای سرخ در سودان تا اریتره، شرق اتیوپی، جیبوتی، سومالی و شمال کنیا پراکنده شده‌اند. مرکز تنوع این سرده سومالی است.
اطلاعات کمی دربارهٔ تاریخ طبیعی گونه‌های ارمیاس‌نما وجود دارد. آنها لاسرتاهای کوچک روزفعال، پرتکاپو و خشکی‌زی هستند که از حشرات کوچک و دیگر بندپایان تغذیه می‌کنند و تخم می‌گذارند.
در این سرده، هفت گونه شناخته شده‌است.